# Blank (serie televisiva)
Blank è una serie televisiva norvegese adolescenziale del 2018 creata da Knut Næsheim.

## Produzione
Questa opera audiovisiva nasce sulla scia della nota serie Skam (2015-2017), dalla quale riprende tematiche e stile, ovvero il racconto della vita giornaliera di alcuni studenti attraverso il rilascio quotidiano, sul sito web ufficiale, di clip (che compongono un episodio) e anche alcuni messaggi dal punto di vista della protagonista della stagione.

## Episodi
La serie è stata rinnovata per una terza stagione il 6 agosto 2019, come annunciato da Kelly Bricen.
La serie consiste attualmente di 3 stagioni, ciascuna di 9 episodi.

### Prima stagione
| nº | Titolo originale            | Prima TV       |
| -- | --------------------------- | -------------- |
| 1  | Skål for ung kjærlighet     | 22 aprile 2018 |
| 2  | Sees aldri                  | 29 aprile 2018 |
| 3  | Uten mål og mening          | 7 maggio 2018  |
| 4  | Opprørsstemning             | 13 maggio 2018 |
| 5  | Som om ingenting har skjedd | 18 maggio 2018 |
| 6  | Glad vi ikke krangler       | 3 giugno 2018  |
| 7  | Vet bare én ting            | 10 giugno 2018 |
| 8  | Livet går videre            | 17 giugno 2018 |
| 9  | Ella Correia Midjo          | 24 giugno 2018 |

### Seconda stagione
| nº | Titolo originale        | Prima TV       |
| -- | ----------------------- | -------------- |
| 1  | Bare god stemning       | 31 marzo 2019  |
| 2  | Dritt er veien til gull | 7 aprile 2019  |
| 3  | Verden er skada         | 14 aprile 2019 |
| 4  | Møtes ute               | 21 aprile 2019 |
| 5  | Satse alt               | 28 aprile 2019 |
| 6  | Spole tilbake           | 12 maggio 2019 |
| 7  | Litt skummelt           | 19 maggio 2019 |
| 8  | Klarer ikke puste       | 26 maggio 2019 |
| 9  | Zehra Demir             | 2 giugno 2019  |

### Terza stagione
| nº | Titolo originale       | Prima TV         |
| -- | ---------------------- | ---------------- |
| 1  | Det er Markus          | 1º novembre 2019 |
| 2  | Du er jo voksen        | 10 novembre 2019 |
| 3  | Et Anna sted           | 17 novembre 2019 |
| 4  | Ikke noen plan med Ida | 24 novembre 2019 |
| 5  | Positiv vibe           | 1º dicembre 2019 |
| 6  | Det eneste jeg vil     | 8 dicembre 2019  |
| 7  |                        | 15 dicembre 2019 |
| 8  |                        | 22 dicembre 2019 |
| 9  |                        | 29 dicembre 2019 |

## Personaggi e interpreti

### Personaggi principali
- Ella, interpretata da Cecilie Amlie Conesa, protagonista della prima stagione
- Zehra, interpretata da Ayyuce Kozanli, protagonista della seconda stagione
- Markus Berg, interpretato da Alfred Ekker Strande, protagonista della terza stagione
- Susanne, interpretata da Maria Sunniva Aasen Sandvik (stagione 1)
- Mats, interpretato da William Greni Arnø (stagione 1)
- Louise, interpretata da Mette Spjelkavik Enoksen (stagione 1)
- Ragnar, interpretato da Johan Hveem Maurud (stagione 1)
- Parsa, interpretata da Kashayar Afshar (stagione 1)
- Guro, interpretata da Ada Eide (stagione 1)
- Simen, interpretato da Jakob Fort (stagione 1)
- Amina, interpretata da Aima Hassan (stagione 2)
- Nadiya, interpretata da Zoha Najeeb (stagione 2)
- Martin, interpretato da Sjur Vatne Brean (stagione 2)
- Petter, interpretato da Magnus Romkes Wold (stagione 2)
- Celine, interpretata da Malin Landa (stagione 2)
- Selma, interpretata da Kristine Thorp (stagione 2)
- Karoline Ramstad, interpretata da Sofie Albertine Foss (stagione 3)
- Fredrik, interpretato da Martin Lepperød (stagione 3)
- Elias, interpretato da Magan Gallery (stagione 3)
- Ida, interpretata ad Ane Ulimoen Øverli (stagione 3)